# Fritz Reckow
Fritz Reckow (* 29. März 1940 in Bamberg; † 30. August 1998 in Erlangen) war ein deutscher Musikwissenschaftler.

## Leben
Fritz Reckow wurde als erstes Kind des Oberpostrats Johannes Reckow und dessen Frau Lieselotte, geb. Reichert, in Bamberg geboren. Nach vierjähriger Volksschulzeit besuchte Reckow das humanistische Neue Gymnasium in Bamberg, an dem er im Juli 1959 das Abitur ablegte. Anschließend studierte er seit dem Wintersemester 1959/60 evangelische Theologie und Musikwissenschaften an der Universität Erlangen, wo Ethelbert Stauffer, Hans Heinrich Eggebrecht und Bruno Stäblein zu seinen wichtigsten Lehrern zählten. 1961 folgte er seinem Lehrer Hans Heinrich Eggebrecht an die Albert-Ludwigs-Universität Freiburg und besuchte zudem musikwissenschaftliche Vorlesungen bei Leo Franz Schrade an der Universität Basel. In Freiburg studierte er bei Eggebrecht, Reinhold Hammerstein und Helmut Plechl. Im Juli 1965 wurde er in Freiburg bei Eggebrecht mit einer Arbeit über den Musiktraktat des Anonymus 4 promoviert (Zweitgutachter war Karl Büchner). 1977 folgte ebenfalls in Freiburg die Habilitation mit einer Arbeit über die Geschichte der Tonsprache. Anschließend wurde Reckow Professor in Kiel; 1987 wechselte er nach Erlangen.

## Schriften (Auswahl)
- Der Musiktraktat des Anonymus 4. Steiner, Wiesbaden 1967, OCLC 681183002 (Zugl.: Freiburg (Breisgau), Univ., Diss., 1965).
- "Sprachähnlichkeit" der Musik als terminologisches Problem. Zur Geschichte des Topos Tonsprache. (Freiburg (Breisgau), Habil.-Schr., 1977).
- Die Copula. Über einige Zusammenhänge zwischen Setzweise, Formbildung, Rhythmus und Vortragsstil in der Mehrstimmigkeit von Notre-Dame. Mainz 1973, OCLC 923301760.
- als Herausgeber: Die Inszenierung des Absolutismus. Politische Begründung und künstlerische Gestaltung höfischer Feste im Frankreich Ludwigs XIV. Fünf Vorträge. Erlangen 1992, ISBN 3-922135-78-1.
- als Herausgeber mit Max Haas und Wolfgang Marx: Anschauungs- und Denkformen in der Musik. Bern 2002, ISBN 3-906769-32-1.